# 3-戊醇
3-戊醇（英語：3-Pentanol），IUPAC系统名戊-3-醇（Pentan-3-ol），是一种仲戊醇，由于没有手性碳原子，不存在对映异构。

## 制备
3-戊醇可由3-戊酮的催化加氢得到。